# News Corporation
A News Corporation (rövidítve News Corp.) a világ második legnagyobb médiavállalata (a The Walt Disney Company mögött). Jelenleg az óriás vállalat elnök-vezérigazgatója Rupert Murdoch.
A társaság tulajdonában van többek között a The Sun brit napilap.

## Története

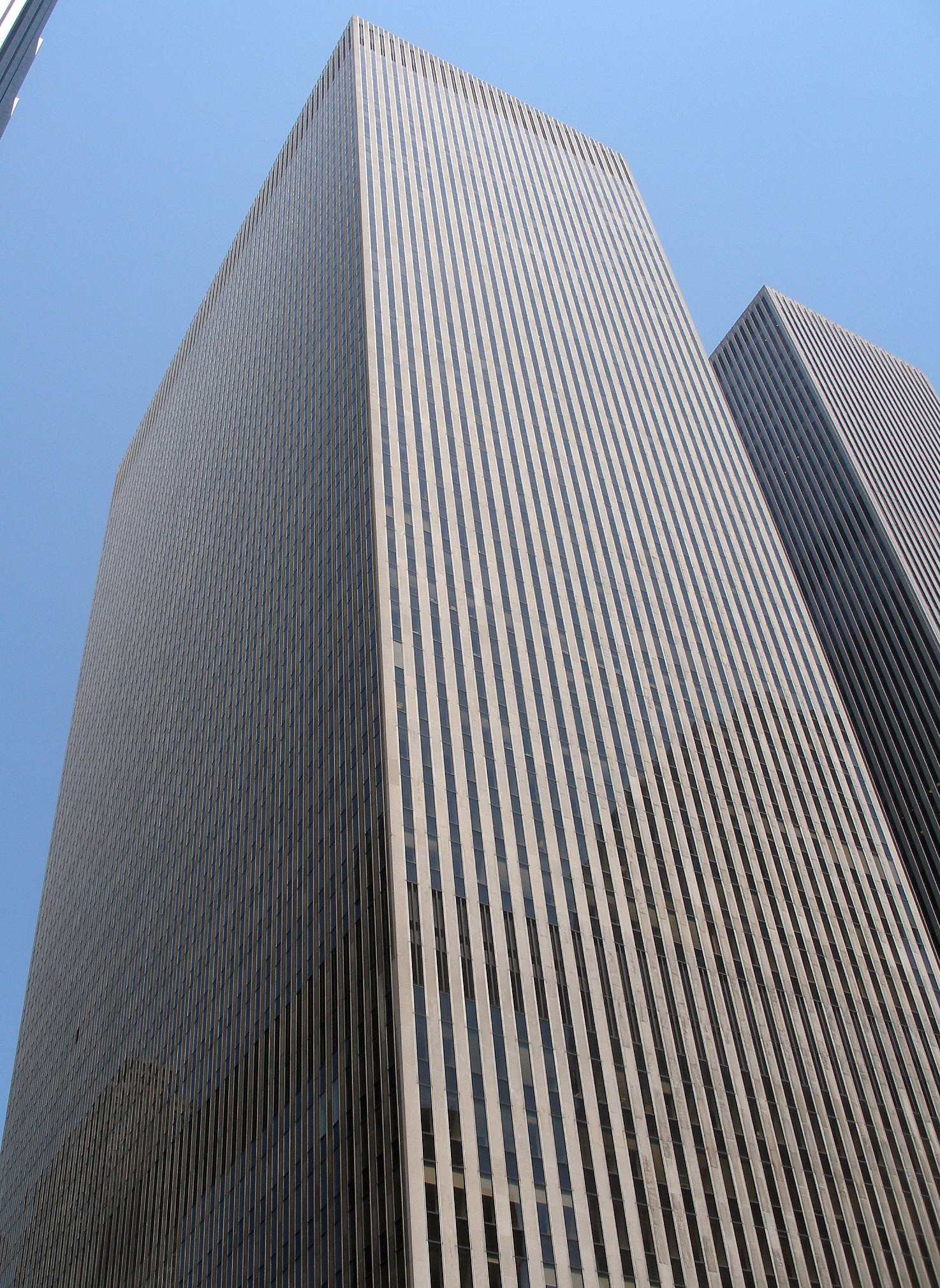
A News Corporation székhelye New Yorkban

A News Corp.-t 1979-ben hozták létre a News Limited holding cégeként. A News Limited (rövidítve News Ltd.) ma a News Corp. ausztrál cége, melynek a székhelye Sydney-ben van.

### Egyesült Államok
A News Ltd. első amerikai szerzeménye a San Antonio Express-News volt, melyet 1973-ban vásárolt meg. A cég 1976-ban felvásárolta a New York Postot.
A News Corp. 1984-ben megszerezte a 20th Century Fox filmstúdiót, de 33 évvel később a National Geographic tévéadót és a 21st Century FOX nagy részét (beleértve a 20th Century FOX-ot) (kivéve a FOX News és a sportcsatornák) eladták a The Walt Disney Company-nek 2017. december 14-én.

## Fordítás
- Ez a szócikk részben vagy egészben  a   News Corporation című angol Wikipédia-szócikk fordításán alapul.  Az eredeti cikk szerkesztőit annak laptörténete sorolja fel. Ez a jelzés csupán a megfogalmazás eredetét és a szerzői jogokat jelzi, nem szolgál a cikkben szereplő információk forrásmegjelöléseként.